# Francisco Olvera Madrigal
El general Francisco Olvera Madrigal fue un militar conservador mexicano nacido en Jalpan de Serra, Sierra Gorda, Querétaro. El general Mariano Escobedo derrotó en la batalla de Santa Gertrudis al general imperialista Francisco Olvera, que iba con el general Feliciano Olvera, quitándole una gran impedimenta. Muere durante una acción dada en la plaza de Jalpan, Querétaro por el general Joaquín Martínez contra el general Rafael Olvera. En su hoja de servicios de la Dirección General de Archivo e Historia de la SEDENA consta el grado de teniente coronel y médico cirujano, ya que el de general le fue concedido por los conservadores.